# Взрыв на шахте «Северная»
Взрыв на шахте «Северная» — техногенная авария, случившаяся 25 февраля 2016 года в 14 часов 09 минут в угольной шахте «Северная» в городе Воркуте Республики Коми. В результате взрыва метана и угольной пыли в лаве 412-з (запад) по пласту «Мощному» погибли 30 шахтёров и возник подземный пожар. Взрыв вызвал обрушение пород кровли и завалы в вентиляционном и конвейерном бремсбергах 42-з, а также конвейерном бремсберге 52-з.
В ночь на 28 февраля 2016 года в результате повторного взрыва метана, при проведении поисково-спасательных работ на аварийном участке шахты, погибли пять горноспасателей и один шахтёр, ещё пять человек были травмированы.
Одна из самых крупных аварий в горнодобывающей промышленности России с 2010 года, когда в ночь с 8 на 9 мая на шахте «Распадская» погиб 91 человек. Четвёртая авария с человеческими жертвами на шахте «Северная» с 2000 года; первые три унесли жизни 17 шахтеров.

## Место аварии
Шахта «Северная» (сдана в эксплуатацию в 1969 году) находится в посёлке Северный, неподалёку от Воркуты. Принадлежит АО «Воркутауголь», дочернему предприятию ПАО «Северсталь». На 2015 год была одним из крупнейших предприятий «Воркутауголь» с годовой добычей 2,9 млн тонн (27 % общей добычи «Воркутауголь»).

## Хронология
25 февраля 2016 года в лаве 412-з по пласту «Мощному», на глубине 780 метров, произошёл взрыв метана и угольной пыли, вызвавший гибель четырёх горняков, обрушение породы и подземный пожар. Ещё 26 шахтёров оказались блокированы в лаве 412-з (запад), двух проходческих забоях вентиляционного бремсберга 62-з и в эксплуатируемом вентиляционном бремсберге 52-з (предположительно); 81 человек был успешно эвакуирован с незначительными травмами.
Работы по спасению шахтёров были начаты оперативно. В спасательную операцию были вовлечены не менее 500 человек. Неблагоприятными для спасателей факторами стали удалённое расположение шахты в пределах Северного полярного круга, наличие остатков метана в шахте, что могло привести к новым взрывам, отсутствие связи с пострадавшими горняками.
Ночью 28 февраля произошёл третий взрыв метана, который повлёк новые разрушения. Пять спасателей и ещё один шахтёр, участвовавшие в поисково-спасательных работах, погибли. Ещё пять человек получили травмы.
Из-за близости эпицентра взрыва к месту, где, предположительно, находились заблокированные шахтёры (лава 412-з), развившегося подземного пожара и высокой концентрации метана и окиси углерода в шахтном воздухе глава МЧС России Владимир Пучков пришёл к выводу, что все они погибли.
28 февраля спасательная операция была приостановлена в виду вероятной гибели шахтёров, заблокированных в лаве в начальный период развития аварии.
В тот же день штабом по ликвидации аварии было принято решение о тушении подземного пожара в шахте «Северная» путём подачи в горные выработки 2,5 миллиона м³ газообразного азота.
28 февраля, в 22:24 по местному времени, произошёл четвёртый взрыв, более мощный, чем третий, в момент которого людей в шахте не было.
29 февраля в Воркуту были доставлены специальные роботы-разведчики, которые планировалось задействовать в работах на шахте «Северная», где людям находиться крайне опасно.
В тот же день штабом по ликвидации аварии было принято решение о тушении подземного пожара в шахте «Северная» путём подачи в горные выработки 2,5 миллиона м³ газообразного азота.
1 марта пресс-служба МЧС России сообщила об очередном, шестом, взрыве метана в горных выработках аварийного участка шахты «Северная».
4 марта Воркутинский городской суд вынес решение о признании погибшими шахтёров шахты «Северная», оставшихся блокированными на аварийном участке.
6 марта штаб по ликвидации аварии принял решение о локализации подземного пожара путём подачи воды в горные выработки и затопления аварийного участка шахты, согласовав это решение с Правительственной комиссией и семьями погибших шахтёров. Примерное время проведения операции составляет 60-80 дней.
10 мая подача воды в подземные выработки завершилась. За 65 дней было подано 5,6 млн м³ воды. Ожидаемые сроки откачки воды из шахты — 17 месяцев и 4 месяца на раскопки завалов.

## Итог
Шахта «Северная» компании «Воркутауголь» (угольное предприятие «Северстали»), где в феврале 2016 г. произошло несколько взрывов метана и погибли 36 человек, будет оставаться законсервированной в течение семи лет, сообщили «Интерфаксу» в пресс-службе компании.
Работы по консервации шахты проводятся в соответствии с экспертизой промышленной безопасности, уточнили в пресс-службе. Шахта будет законсервирована на срок семь лет «мокрым» способом (она останется затопленной водой).

## Версии причин взрыва
- По первым сообщениям, причиной аварии стал горный удар[22].
- По версии, объявленной начальником Печорского управления Ростехнадзора А. Гончаренко, причина аварии — природный катаклизм: «…авария носит природный характер и является горногеологическим событием»[23]
- По версии Начальника Ростехнадзора А. В. Алёшина, причиной аварии стало «выдавливание большого количества метана» из-за того, что «в выработках, которые были отработаны ранее, произошло зависание, которое не должно было произойти, и резкое опускание кровли, которая по принципу поршня выдавила метан в лаву, где работали люди» — внезапная посадка основной кровли в выработанном пространстве лавы[24].
- По версии профсоюза горняков, причиной явилось нарушение мер безопасности[25].
- По версии родственников погибших, причиной было манипулирование администрацией шахты показаниями датчиков автоматической газовой защиты, фиксировавших повышение концентрации метана за три-четыре недели до аварии[25].
- АО «Воркутауголь» сообщила, что сотни датчиков автоматической газовой защиты в шахте связаны в единую систему и в режиме реального времени отправляют данные на пульт диспетчера и инспектора Ростехнадзора[26].
- Компания также заявила, что «обвинения, звучащие в некоторых СМИ, о систематическом принуждении горняков руководством шахты к работе в небезопасных условиях, искажении показателей датчиков являются несоответствующими действительности, а в ряде случаев носят и клеветнический характер»[27].

## Реакция
Владимир Пучков, министр МЧС

В ходе ликвидации последствий чрезвычайной ситуации, связанной со взрывом на шахте «Северная» 26.02.2016 г. (г. Воркута, Республика Коми), в результате которой погибло 35 и пострадало 14 человек, установлено, что действующая организационная структура органов управления и сил местного пожарно-спасательного гарнизона многоступенчатая, имеет многочисленные избыточные звенья управления, необоснованно завышенную численность управленческого персонала и контрольно-надзорных подразделений, что не обеспечивает эффективное решение задач по защите населения и территорий от чрезвычайных ситуаций.

- Вице-премьер Аркадий Дворкович посетил место трагедии, после взрывов на 28 февраля, и сообщил, что уже сделаны предварительные выводы о причинах взрывов, однако никаких официальных заявлений сделано не было[29].
  - Дворкович назвал взрыв «тяжелой катастрофой для России, для нашей угольной отрасли»[30].
- По факту катастрофы и гибели шахтёров возбуждено уголовное дело, в связи с нарушением норм безопасности[6].
  - По словам дочери одного из шахтёров, горнякам предлагали закрывать или закапывать газовые детекторы в случае сигнала о высоком уровне концентрации метана[31]. Относительно этого и подобных заявлений «Воркутауголь» сообщила, что информация о систематических принуждениях работников не соответствует действительности, а опубликованные фотографии личных газоанализаторов требуют проверки и сопоставления с другими приборами на участке в рамках следствия[26].
- По данным российского информационного агентства ТАСС, все погибшие и раненые спасатели получат государственные награды[10].
- В Республике Коми был объявлен трехдневный траур[2].
- В российских соцсетях открыта онлайн-петиция на имя главы СКР с требованием справедливого суда над администрацией шахты «Северная»[4] (См. раздел «Ссылки» ниже➤).

## Память
В августе 2016 года в Воркуте открыт мемориал в память о 36 погибших горняках и спасателях шахты «Северная». Памятник представляет собой два постамента, к которым прикреплены гранитные плиты с портретами всех погибших — 31 шахтера и пятерых горноспасателей. Посередине стоит памятная плита с надписью и художественная композиция из кирки, шахтерской каски и фонаря, который будет светиться в темноте — в него встроены светодиодные лампы.